# Tercera Missió de Verificació de les Nacions Unides a Angola
La Tercera Missió de Verificació de les Nacions Unides a Angola (UNAVEM III) va ser una missió per manteniment de la pau que va existir entre febrer de 1991 i juny de 1997 a Angola durant la guerra civil. Fou establerta per la Resolució 976 del Consell de Seguretat de les Nacions Unides del 8 de febrer de 1995. Havia estat precedida per les missions UNAVEM I i UNAVEM II.
Va estar a Angola fins 1997. El seu comandant era el major general Phillip Valerio Sibanda de Zimbabwe. Van participar en la força de manteniment de la pau Bangladesh, Brasil, Bulgària, República del Congo, Egipte, França, Guinea Bissau, Hongria, Índia, Jordània, Kenya, Malàisia, Mali, Namíbia, Països Baixos, Nova Zelanda, Nigèria, Noruega, Pakistan, Polònia, Portugal, Romania, Rússia, Senegal, Eslovàquia, Suècia, Tanzània, Ucraïna, Uruguai, Zàmbia i Zimbàbue.